# Dysphania bellona
Dysphania bellona là một loài bướm đêm trong họ Geometridae.